# Lopadostoma hawaiianum
Lopadostoma hawaiianum är en svampart som beskrevs av J.D. Rogers & Y.M. Ju 2002. Lopadostoma hawaiianum ingår i släktet Lopadostoma och familjen kolkärnsvampar.   Inga underarter finns listade i Catalogue of Life.